# Mount Pleasant (Teksas)
Mount Pleasant je grad u američkoj saveznoj državi Teksas. Prema popisu stanovništva iz 2010. u njemu je živjelo 15.564 stanovnika.